# مكتبة (السفيرة)
مكتبة هي قرية سوريّة تتبع إداريّاً لمحافظة حلب، منطقة السفيرة، ناحية الحاجب. بلغ تعداد سكانها (255) نسمة حسب التعداد السكاني لعام 2004.